# Loge de mer (Perpignan)
La Loge de Mer de Perpignan est un édifice civil de style gothique catalan construit à partir de la fin du XIVe siècle et achevé au XVIe siècle. Pendant le Moyen Âge, la place de la Loge était le centre civique de la ville, et cumulait les différents pouvoirs locaux : tribunal de commerce (Consulat de mer), pouvoir municipal (Consulat : mairie), et Députation locale de la Generalitat : palais de la députation.

## Situation
La Loge de mer est située place de la Loge, à l'intersection avec la rue des Marchands, au cœur de la vieille ville. L'actuelle mairie de Perpignan jouxte son côté ouest.

## Histoire
Le 22 octobre 1388, Jean Ier d'Aragon crée un consulat de la mer avec deux consuls destiné à réglementer et à juger tous litiges concernant le commerce de Perpignan et des comtés de Roussillon et de Cerdagne, fortement lié à l'activité maritime. En outre, à partir de 1394, le consulat de mer est aussi chargé de la perception de l'impariage, droit d'entrée et de sortie des marchandises dans les Comtés. Ce n'est qu'en 1397 que Martin Ier d'Aragon autorise le consulat de mer à se bâtir un siège. Les travaux ont dû être réalisés au début du XVe siècle, mais l'édifice n'est complété par sa balustrade ouvragée qu'en 1439. Cette première loge de mer est construite sur l'emplacement de la pella, l'ancien marché aux peaux et draps. Elle se compose d'un rez-de-chaussée très élevé de quatre arcades (deux sur la rue des Marchands, deux sur la place) servant de bourse, et un étage occupé par le tribunal et le greffe, qui est le consulat proprement dit, auquel on peut probablement accéder par un escalier en tourelle situé à l'extrémité de la façade sur la place, si l'on en croit l'image reproduite à la prédelle du retable de la loge. Une chapelle se trouve également dans la salle basse. Le bâtiment est doublé jusqu'à l'ancienne entrée latérale de l'hôtel de ville, en 1540, deux ans après l'entrée de Charles Quint à Perpignan, en détruisant l'escalier extérieur. La partie nouvelle ajoutée reproduit fidèlement l'architecture du bâtiment original. Une plaque commémorative posée entre les deux nouvelles arcades témoigne de cette extension : "Regnant gloriosament en Spanya Carles Quint, emperador de Roma, y esent consols de mar los honorables Honorat Forner, burges y Francesc Mates, mercader fou feta aquesta altra part l'any de la salut cristiana 1540", soit « Régnant glorieusement en Espagne, Charles Quint, Empereur de Rome, ainsi que les honorables consuls de mer, Honoré Forner, bourgeois, et Francesc Mates, marchand, la seconde partie a été réalisée l'an de la rédemption chrétienne 1540 ». Le grand plafond de la salle du rez-de chaussée était décoré et polychrome, reposant sur une file d'arcades intermédiaires.
En 1751, le Consulat de mer n'ayant plus d'activité, les consuls de Perpignan cèdent à sa demande l'édifice au comte de Mailly, commandant en chef du Roussillon, qui fait transformer la loge de mer en théâtre. Cette nouvelle destination a entraîné la destruction du plafond et la suppression de la chapelle, dont le retable, datant de 1489 et vraisemblablement commandé à l'occasion du centenaire de l'institution, est transféré à l'église Saint-Jacques. Il est depuis 1954 au Musée Rigaud. La destruction du plafond et l'aménagement du théâtre sont relatés dans un texte en catalan inséré par Joan Candi, curé de Saint-Jacques, dans le registre des baptêmes de sa paroisse.
Après la Révolution, un nouveau théâtre étant aménagé dans l'ancien bâtiment des Études du couvent des Jésuites, celui de la Loge est détruit et le local vacant est utilisé un temps comme dépôt de messageries. En 1841, à l'initiative du maire, Guiraud de Saint-Marsal, la ville de Perpignan restaure l'édifice après avoir songé à le démolir. Un nouveau plancher est construit pour rétablir deux niveaux, la façade est légèrement surélevée et la balustrade sommitale refaite. La seule partie de la balustrade qui subsistait était le pilier portant la célèbre girouette, représentant un navire. En façade, les grandes arcades sont ouvertes jusqu'au sol, alors qu'auparavant seule une sur deux l'étaient. La salle du rez-de-chaussée est mise en location pour y installer le café de France en 1842, et à l'étage est créée une salle de réunion, plus tard nommée "Salle Arago", aujourd'hui salle du conseil municipal. Les arcades sur la place reçoivent de monumentales menuiseries de style gothique flamboyant.
La Loge de mer fait partie des huit premiers édifices des Pyrénées-Orientales classés comme monuments historiques en 1840.
En 1912, un nouveau plafond est substitué à celui de 1841. Les façades sont restaurées en 1951 par l'architecte Sylvain Stym-Popper et perdent leurs menuiseries néo-gothiques. La place de la Loge reçoit alors son dallage en marbre. En 1992, la caravelle en fer a été remplacée par une réplique (l'original se trouve à l'hôtel de ville).
En 1984, l'enseigne de restauration rapide Quick, prend possession du local commercial. Elle est remplacée par la brasserie Le France en 2001. Des difficultés financières obligent ce dernier occupant à cesser son activité et la mairie, propriétaire des murs, décide alors en 2017 de racheter le bail commercial pour la somme de 250 000 euros afin d'installer l'office de tourisme dans le bâtiment.

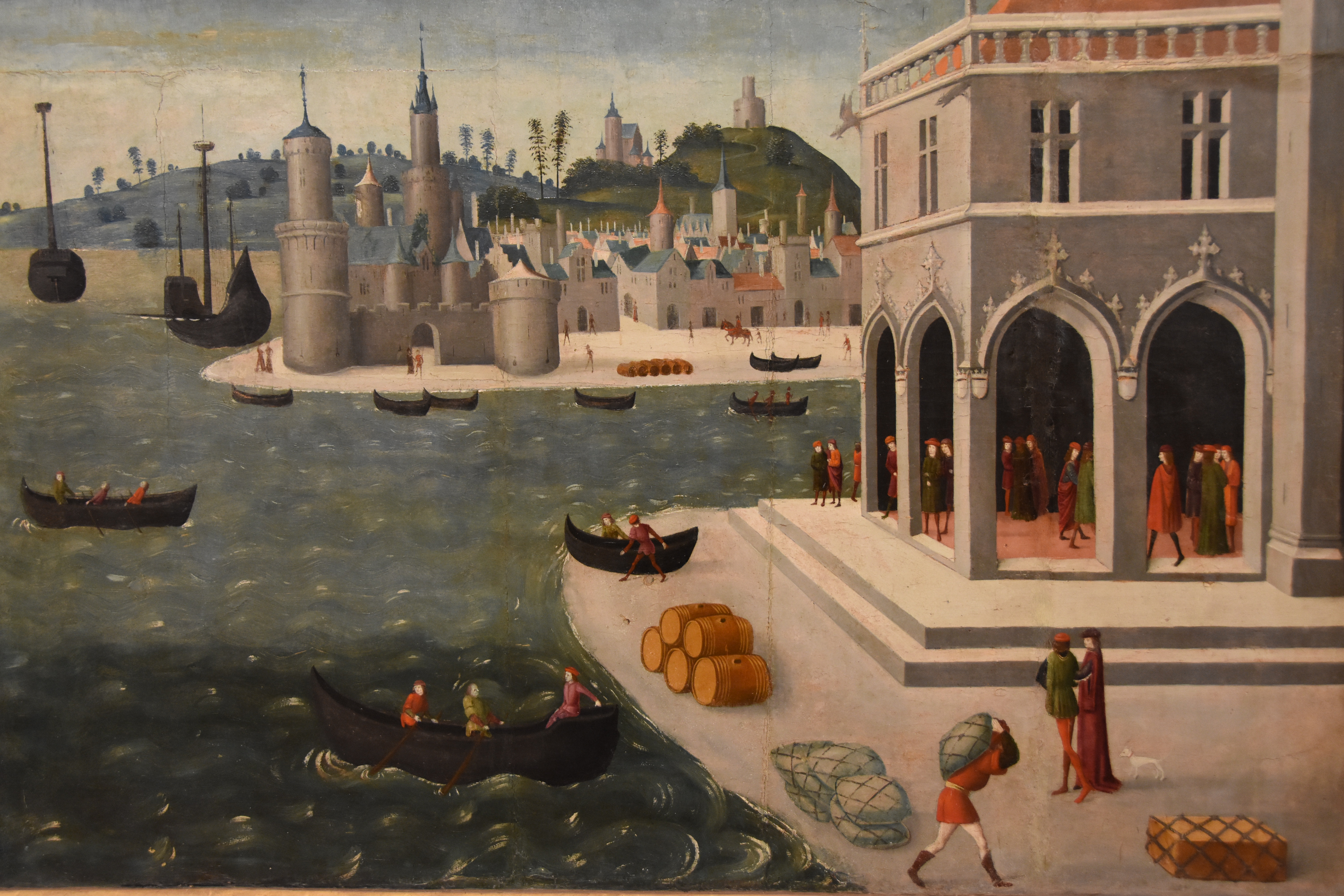
Évocation de la Loge de Mer de Perpignan et du port de Collioure. Retable de la Trinité (1489).
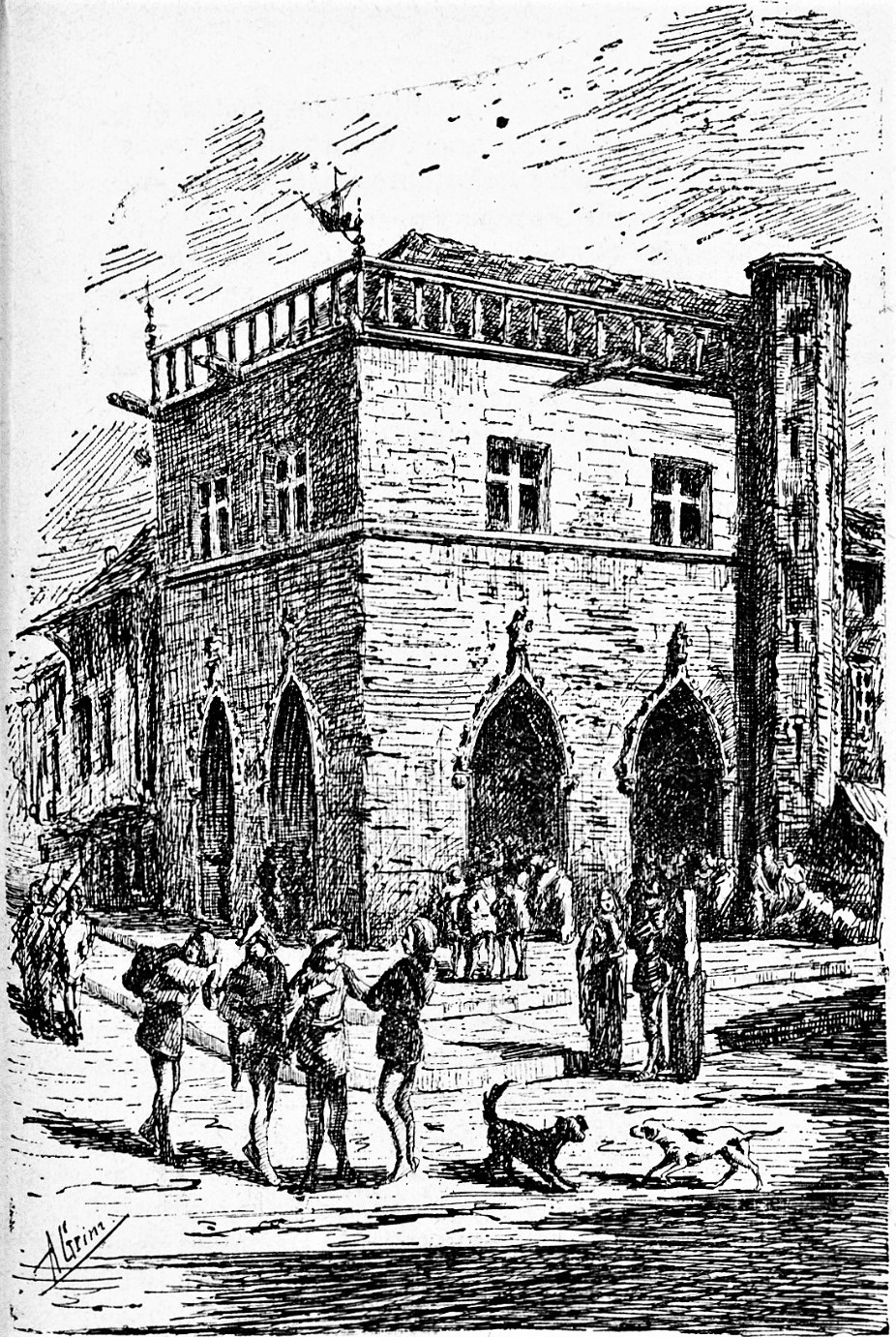
Loge de la Mer en 1489. Dessin de Grimm dans le livre de Pierre Vidal.
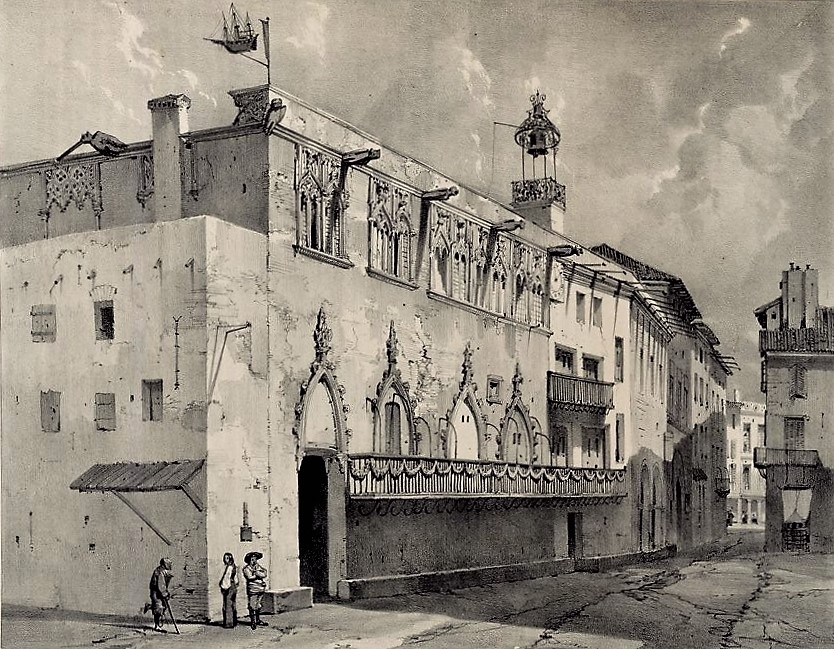
Loge de mer dans Voyages pittoresques et romantiques (Justin Taylor, Charles Nodier, Alphonse de Cailleux) Adrien Dauzats (1834)
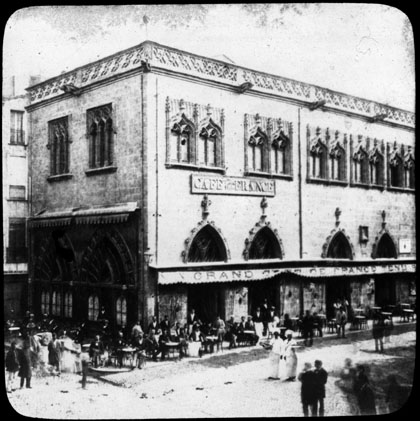
Le bâtiment avec l'enseigne « Café de France » vers 1900.

## Description - Architecture
La loge est un bâtiment rectangulaire :
- Longueur de la façade sur la place : 25 m
- Largeur de la façade sur le rue : 10 m

La façade du petit côté, sur la rue, comporte au rez-de-chaussée deux arcades en arc brisé. Au premier étage ont été percées deux grandes baies rectangulaires divisées en trois lancettes. La façade sur la place comprend quatre arcades au rez-de-chaussée et cinq groupes de deux fenêtres jumelées au premier étage, à clés pendantes. On remarque la différence de style entre ces deux façades, la première pouvant correspondre au début des travaux et à l'intervention possible de Guillem Sagrera vers 1400-1405. La seconde, plus typique du XVe siècle, est forcément élevée avant 1439, date de la balustrade sommitale réalisée en pierre de Montjuïch (Barcelone), livrée par mer et sculptée par un tailleur de pierre nommé Lop (Loup).
Sur la petite façade a subsisté en partie le blason du consulat de mer, figurant la figure de Saint Jean-Baptiste sur les eaux, sur fond de barres catalanes. Cependant, après le rattachement du Roussillon à la France (1659), des fleurs de lys ont été taillées sur le pourtour et les armes catalanes effacées. Lors de la transformation en théâtre, un bâtiment de service avait été appliqué sur cette façade, ce qui a protégé l'image, mais entraîné l'arasement des vagues de la mer aux pieds du saint, qui faisaient saillie. L'autre figuration des armes du Consulat de Mer, située sur l'autre façade, au-dessus de l'inscription commémorative du doublement du bâtiment en 1540, a vu, elle, au moment de la Révolution, l'effacement de l'image de Saint-Jean Baptiste et n'a conservé que l'onde sur laquelle il se tenait. Une décoration sculptée abondante est présente aux appuis des baies et aux retombées des arcs. Les sculptures du XVIe siècle imitent, volontairement semble-t-il, celles du XVe.

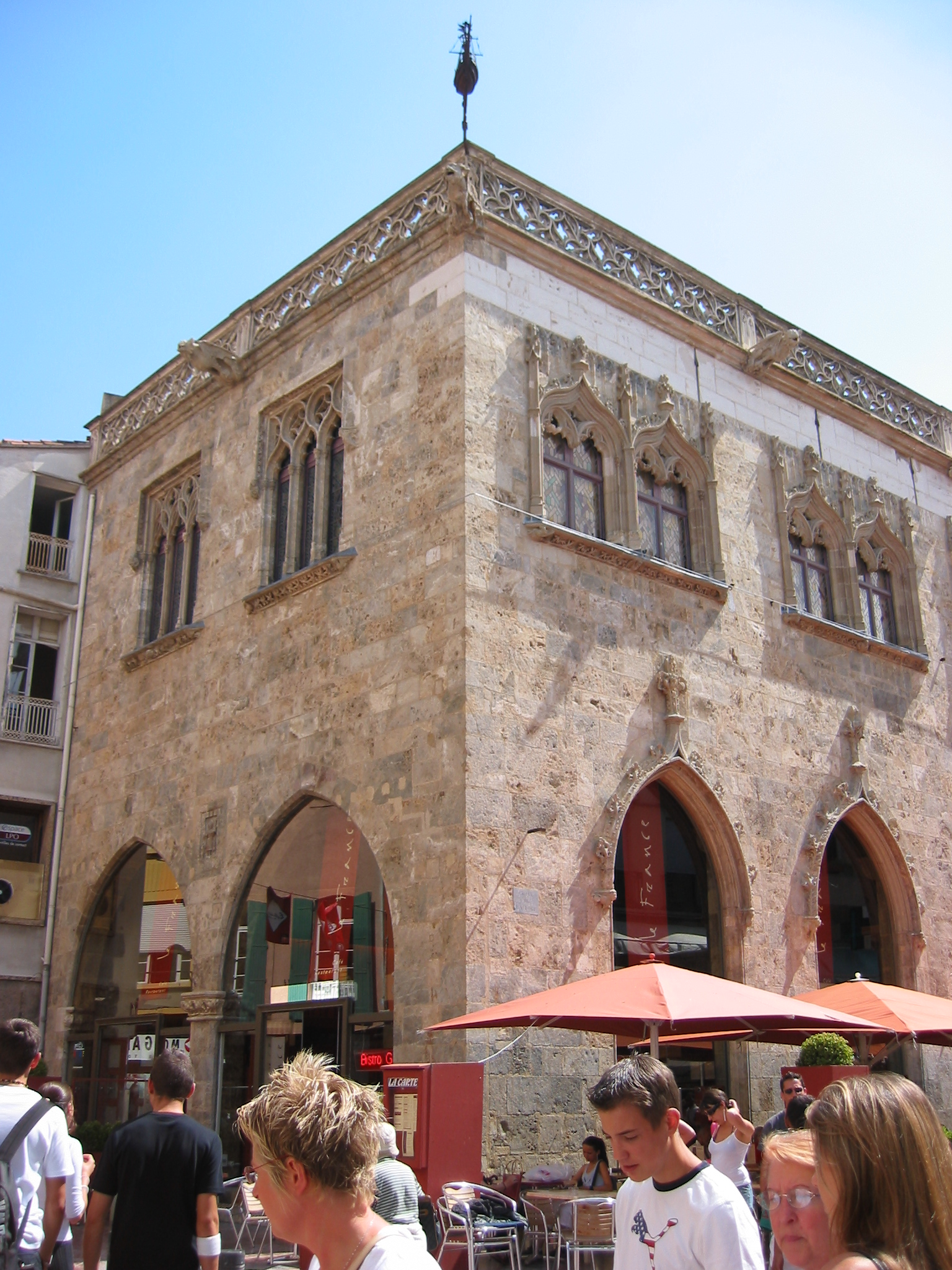
La Loge de Mer, à Perpignan
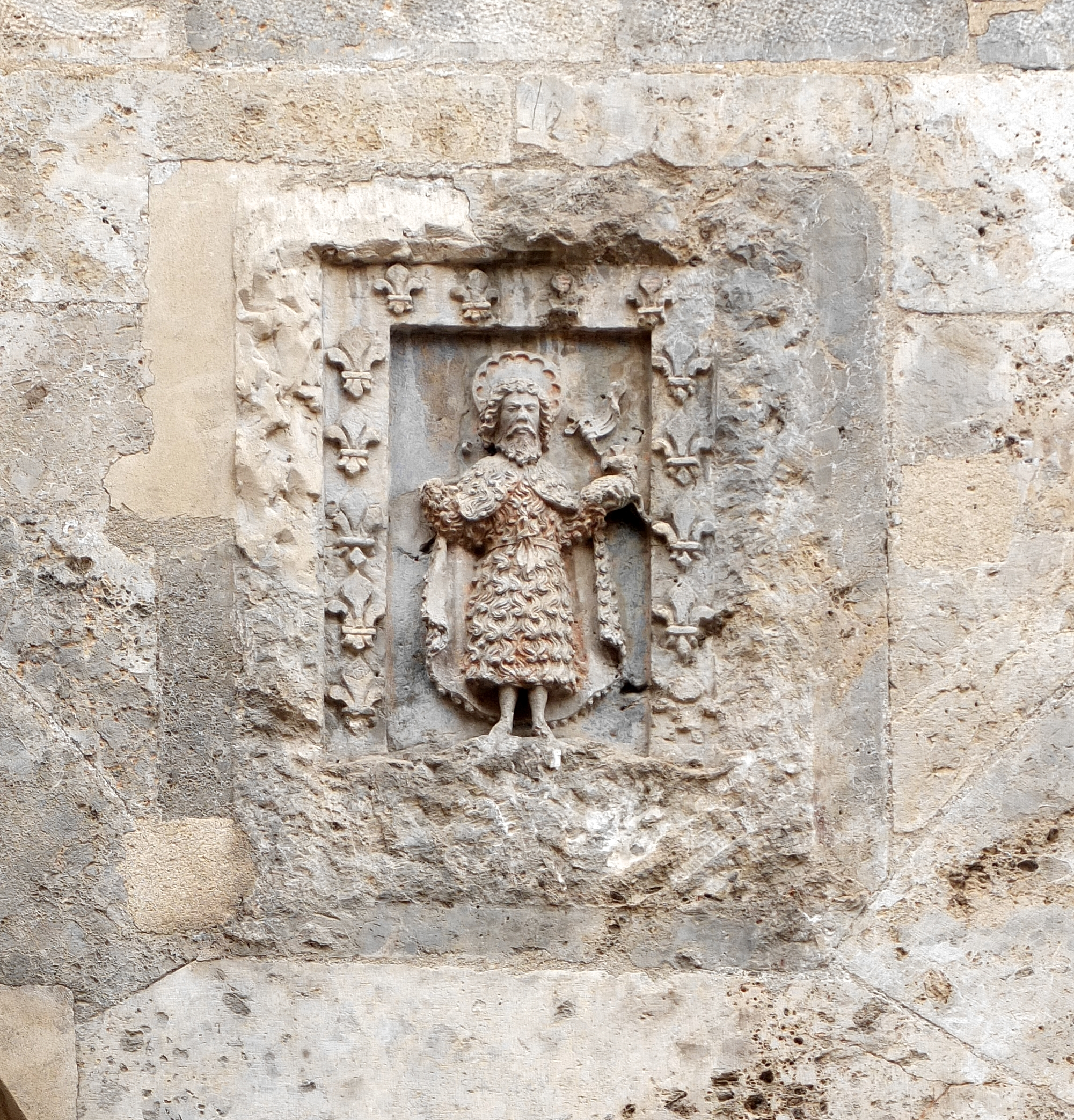
Bas relief de Saint-Jean-Baptiste, rue des Marchands